# Абилов, Ибрагим Магеррам оглы
Ибрагим Магеррам оглы Абилов (азерб. İbrahim Məhərrəm oğlu Əbilov; 1881, Ордубад, Эриванская губерния — 23 февраля 1923, Измир) — азербайджанский дипломат, первый и последний дипломатический представитель Азербайджанской ССР и ЗСФСР в Турецкой Республике. Сыграл большую роль в установлении и укреплении советско-турецких отношений.

## Биография
Ибрагим Абилов родился в 1882 году в городе Ордубад Нахичеванского уезда Эриванской губернии. Окончил начальную школу в Ордубаде. С 1902 года работал на нефтепромыслах, железной дороге, торговом флоте. С 1905 года работал чернорабочим в Порт-Петровске и Баку, вступил в революционное движение, был членом РСДРП (меньшевиков). В 1907 году Абилов был одним из организаторов забастовки моряков Бакинского Каспийского торгового флота.
В 1908-1909 годах участвовал в революционном движении в Иране. Затем вернулся в Баку и в 1912 году стал редактором газеты «Бакинская жизнь». За свою деятельность Абилов неоднократно подвергался арестам. В 1913 году был выслан в Астрахань. В сентябре 1918 года заключён в тюрьму в Красноводске.
В 1918 году в Тифлисе стал членом партии «Гуммет», в составе которой впоследствии стал членом парламента Азербайджанской Демократической Республики. Входил во фракцию социалистов. С февраля 1920 года был редактором газеты «Искра».
После установления в Азербайджане советской власти был назначен заместителем Народного комиссара внутренних дел Азербайджанской ССР. 
В сентябре 1920 года — секретарь Совета пропаганды и действия, созданного на I съезде народов Востока. 
В июне 1921 года в составе делегации из Азербайджана участвовал на III конгресс Коминтерна и был на приёме у В. И. Ленина. 
С 1921 года — дипломатический представитель Азербайджанской ССР и ЗСФСР в Турции.
Скончался 23 февраля 1923 года в городе Измир. Похоронен в Баку, на Аллее почётного захоронения.